# Дрейтън Бърд
Дрейтън Бърд (на английски: Drayton Bird) е английски маркетинг експерт и автор на множество книги по директен маркетинг. Лектор на международни конференции по маркетинг.
Дългогодишен креативен директор на „Огилви“.
Автор на „Директен и дигитален маркетинг на здравия разум“, преведена на български език (2012).